# Kustos (muzej)
Kustos (lat. curare što znači čuvati, brinuti se) je voditelj ili čuvar institucije kulturne baštine (muzeja, galerije, knjižnice ili arhiva). Kustos je specijalist odgovoran za zbirke baštinske institucije te je uključen u interpretaciju bašinskog materijala (umjetničkih djela, povijesnih predmeta ili znanstvenih zbirki).

## Područje rada
U manjim ustanovama rad kustosa zadire i u područje preventivene zaštite muzejskih predmeta. Kustos radi na otkupu, dokumentiranju te dobivanju, stvaranju i publiciranju podataka vezanih uz predmete, odnosno zbirku za koju je nadležan. Ponekad može biti i jedini član muzejskog osoblja. Sam radi   i na pakiranju predmeta koji se šalju na izlaganje ili konzervaciju odnosno dodatno izučavanje u neki veći centar.
U slučaju većih institucija on je prije svega specijalist za   predmete zbirke koju vodi, a odlučuje i o otkupu predmeta za zbirku, kao i   o   predmetima koji će   se konzervirati ili restaurirati. Dakako, velike institucije zapošljavanju veći broj stručnjaka ovog tipa, te je svaki zadužen za svoje specifično područje rada (primjerice slike, crteže, skulpturu).
U kontekstu suvremene umjetnosti pojam kustosa može biti vezan i uz    specifične izložbene projekte gdje on određuje   i nadzire cjelokupni koncept neke izložbe.

## Školovanje
U Hrvatskoj su voditelji muzejskih zbirki najčešće diplomirani muzeolozi, povjesničari umjetnosti, povjesničari, arheolozi .

## Vanjske poveznice
- Hrvatsko društvo likovnih umjetnika
- Društvo povjesničara umjetnosti
- Hrvatsko muzejsko društvo
- Društvo muzealaca i galerista Istre  Arhivirana inačica izvorne stranice od 11. rujna 2012. (Wayback Machine)
- Muzejska udruga istočne Hrvatske
- Muzejski dokumentacijski centar